# Arnold Hugh Martin Jones
Arnold Hugh Martin Jones (9 de marzo de 1904 – 9 de abril de 1970) — conocido como A.H.M. Jones — fue un importante historiador británico del siglo XX, especializado en la antigüedad clásica y, en particular, en los imperios romano y bizantino.

## Biografía
Su obra más conocida, The Later Roman Empire, 284–602 (1964), es considerada la historia narrativa definitiva del imperio romano tardío y de comienzos del imperio bizantino, comenzando con el gobierno del emperador Diocleciano y terminando con el emperador bizantino Mauricio. Una de las críticas modernas más habituales a su obra es que se basa esencialmente en fuentes primarias de carácter literario y epigráfico, metodología basada en la formación historiográfica del propio autor. Por otro lado, los estudios arqueológicos estaban todavía casi inéditos en la época en la que escribió el autor, lo cual limitaba la cantidad de evidencias en las que podía basar sus estudios.
Publicó su primer libro, The Cities of the Eastern Roman Provinces, en 1937. En 1946, fue puesto al mando del departamento de Historia Antigua del University College de Londres. En 1951 se trasladó a la universidad de Cambridge, en donde ocupó el mismo cargo.

## Obras
- The Cities of the Eastern Roman Provinces (1937)
- The Herods of Judaea (1938)
- The Greek City from Alexander to Justinian (1940)
- Ancient Economic History (1948)
- Constantine and the Conversion of Europe (1948)
- Athenian Democracy (1957)
- Studies in Roman Government and Law (1960)
- The Later Roman Empire, 284–602: A Social, Economic and Administrative Survey (1964)
- Sparta (1967)
- The Decline of the Ancient World (1968)
- Augustus (1970)
- The Prosopography of the Later Roman Empire, con John Robert Martindale y John Morris (1971)

- Datos: Q695399